# Wasilij Rumiancew
Wasilij Iwanowicz Rumiancew (ros. Василий Иванович Румянцев, ur. 1896 we wsi Bołdinowo w guberni twerskiej, zm. 18 stycznia 1960 w Moskwie) – Rosjanin, funkcjonariusz radzieckich organów bezpieczeństwa, generał porucznik.

## Życiorys
Od sierpnia 1915 do lutego 1918 w rosyjskiej armii, od maja do września 1918 w Armii Czerwonej, następnie w organach Czeki/GPU, od października 1919 członek RKP(b)/WKP(b). Od 1 grudnia 1929 do 1 stycznia 1929 komisarz Oddziału I Wydziału Operacyjnego OGPU, od 1 stycznia 1930 do 1 lipca 1931 komisarz do zadań specjalnych Oddziału 5 Wydziału Operacyjnego OGPU, od 1 lipca 1931 do 10 lipca 1934 komisarz do zadań specjalnych Oddziału 4 Wydziału Operacyjnego OGPU, od 10 lipca 1934 do 1 czerwca 1935 komisarz Oddziału 4 Wydziału Operacyjnego Głównego Zarządu Bezpieczeństwa Państwowego. Od 1 czerwca do 15 listopada 1935 komisarz operacyjny Oddziału 4 Wydziału Operacyjnego Głównego Zarządu Bezpieczeństwa Państwowego, od 15 listopada 1935 do 22 kwietnia 1936 funkcjonariusz do zadań specjalnych Oddziału 4 Wydziału Specjalnego Głównego Zarządu Bezpieczeństwa Państwowego, od 11 grudnia 1935 kapitan bezpieczeństwa państwowego, 1936-1937 pomocnik szefa Wydziału 4 i funkcjonariusz do zadań specjalnych Wydziału Operacyjnego Głównego Zarządu Bezpieczeństwa Państwowego. Od 1937 do 25 listopada 1938 zastępca szefa Oddziału 1 Wydziału 1 Głównego Zarządu Bezpieczeństwa Państwowego, od 26 kwietnia 1938 major bezpieczeństwa państwowego, od 25 listopada 1938 do 27 lutego 1941 szef Oddziału 1 Wydziału 1 Głównego Zarządu Bezpieczeństwa Państwowego, od 27 lutego do 31 lipca 1941 szef Oddziału 1 Wydziału 1 NKGB ZSRR. Od 8 sierpnia 1941 do 17 maja 1943 szef Oddziału 1 Wydziału 1 Głównego Zarządu Bezpieczeństwa Państwowego, 14 lutego 1943 awansowany na komisarza bezpieczeństwa państwowego III rangi, od 17 maja do 9 sierpnia 1943 zastępca szefa Wydziału 1 Zarządu 6 NKGB ZSRR, od 9 sierpnia do 21 grudnia 1943 zastępca szefa Wydziału "A" NKGB ZSRR. Od 21 grudnia 1943 do 15 kwietnia 1946 zastępca szefa Wydziału 4 Zarządu 6 NKGB/MGB ZSRR, 9 lipca 1945 mianowany generałem porucznikiem, od 15 kwietnia 1946 do 19 lutego 1947 zastępca szefa Wydziału 4 Zarządu Ochrony nr 2 MGB ZSRR. Od 19 lutego 1947 do 23 maja 1952 zastępca szefa Wydziału Operacyjnego Głównego Zarządu Ochrony MGB ZSRR, od 27 maja 1952 do 14 marca 1953 zastępca szefa Wydziału 2 Zarządu Ochrony MGB ZSRR, 29 kwietnia 1953 zwolniony ze służby i odesłany na emeryturę.

## Odznaczenia
- Order Lenina (dwukrotnie - 26 kwietnia 1940 i 21 lutego 1945)
- Order Czerwonego Sztandaru (trzykrotnie - 28 sierpnia 1937, 3 listopada 1944 i 25 lipca 1949)
- Order „Znak Honoru” (dwukrotnie - 14 maja 1936 i 20 września 1943)
- Odznaka "Honorowy Funkcjonariusz Czeki/GPU (XV)" (4 lutego 1933)

I 4 medale.